# 默格拉纳
默格拉纳（Makrana）是印度拉贾斯坦邦Didwana-Kuchaman县的一个城镇。总人口83289（2001年）。

## 人口
该地2001年总人口83289人，其中男性43344人，女性39945人；0—6岁人口16656人，其中男8528人，女8128人；识字率54.64%，其中男性为64.90%，女性为43.51%。